# Порошинская (посёлок)
Порошинская — посёлок при железнодорожной станции, административно входящий в состав Терновского сельского поселения Тихорецкого района Краснодарского края Российской Федерации.

## География
Улица одна: ул. Железнодорожная.

## История
Посёлок возник как населённый пункт при станции Порошинская, открытая в 1899 году.

## Население
| 2002 | 2010 |
| ---- | ---- |
| 40   | ↘21  |

## Инфраструктура
Путевое хозяйство. Действует одноимённая железнодорожная станция железнодорожная станция, относящаяся к Ростовскому региону Северо-Кавказской железной дороги.

## Транспорт
Автомобильный и железнодорожный транспорт.